# Улица Пушкина (Уфа)
У́лица Пу́шкина в Уфе названа в честь поэта Александра Сергеевича Пушкина. Она расположена в центре города, на территории Ленинского и Кировского районов. Пролегает с запада на восток, спускаясь от района уфимского Телецентра и упираясь в улицу Воровского. На пересечении улиц Пушкина и Советской находится Советская площадь.

## История
Улица была образована в 1889 году решением Уфимской городской думы из двух старинных уфимских улиц — Голубиной и Почтовой. Вскоре у губернского краеведческого музея была посажена липовая аллея, которая вскоре была названа Пушкинской.
В 1903 году улица была вымощена бутовым камнем, был проведён водопровод, установлены уличные фонари. Возле Мариинской женской гимназии была открыта стоянка извозчиков.
В конце 1940-х годов к 150-летию юбилею со дня рождения поэта аллея была ограждена чугунной решёткой каслинского литья. Главный вход в аллею расположился со стороны улицы Ленина, при входе были установлены две кирпичные тумбы со светильниками, между которыми поставили бюст Пушкина. Позднее, в 1970-х годах памятник переехал к Дому актёров, с 2015 года бюст располагается в аллее Пушкина напротив учебного корпуса УГАТУ.

## Здания и сооружения
Улица Пушкина относится к числу наиболее красивых улиц. На ней располагаются старинные особняки, например, Дом Костерина и дореволюционная типография «Шарк».
На улице Пушкина находятся:
- Верховный суд Республики Башкортостан
- Башкирский государственный медицинский университет
- Союз театральных деятелей Республики Башкортостан
- Средний специальный медицинский колледж
- Министерство сельского хозяйства Республики Башкортостан
- Уфимская государственная заводская конюшня
- ДЮСШ № 23
- Уфимское уездное училище
- Здание Уфимского губернского музея
- Жилой дом А. В. Смоленцева
- Главный дом усадьбы Козловых с хозяйственным блоком
- Дом, в котором жила семья революционеров Кадомцевых

## Известные жители
Дом 79 — Павел Тычина (1941—1943, мемориальная доска)